# Рівергед (Ньюфаундленд і Лабрадор)
Рівергед (англ. Riverhead) — містечко в Канаді, у провінції Ньюфаундленд і Лабрадор.

## Населення
За даними перепису 2016 року, містечко нараховувало 185 осіб, показавши скорочення на 12,7%, порівняно з 2011-м роком. Середня густина населення становила 1,8 осіб/км².
З офіційних мов обидвома одночасно не володів жоден з жителів, тільки англійською — 175.
Працездатне населення становило 31,6% усього населення, усі були зайняті. 108,3% осіб були найманими працівниками, а 0% — самозайнятими.

## Клімат
Середня річна температура становить 5,2°C, середня максимальна – 18,8°C, а середня мінімальна – -9,5°C. Середня річна кількість опадів – 1 567 мм.
| Клімат поселення                              | Клімат поселення | Клімат поселення | Клімат поселення | Клімат поселення | Клімат поселення | Клімат поселення | Клімат поселення | Клімат поселення | Клімат поселення | Клімат поселення | Клімат поселення | Клімат поселення | Клімат поселення |
| Показник                                      | Січ.             | Лют.             | Бер.             | Квіт.            | Трав.            | Черв.            | Лип.             | Серп.            | Вер.             | Жовт.            | Лист.            | Груд.            |                  |
| Середній максимум, °C                         | 1,12             | 0,48             | 3,04             | 7,24             | 11,49            | 15,61            | 17,51            | 18,79            | 15,55            | 11,03            | 6,72             | 2,16             |                  |
| Середня температура, °C                       | −3,84            | −4,5             | −1,92            | 2,26             | 6,53             | 10,66            | 14,31            | 15,60            | 12,36            | 7,84             | 3,54             | −1,04            |                  |
| Середній мінімум, °C                          | −8,8             | −9,45            | −6,88            | −2,68            | 1,56             | 5,69             | 11,11            | 12,41            | 9,17             | 4,65             | 0,34             | −4,22            |                  |
| Норма опадів, мм                              | 144              | 130              | 140              | 116              | 112              | 120              | 118              | 112              | 135              | 145              | 148              | 147              |                  |
| Середньомісячна швидкість вітру, м/с          | 8.56             | 7.64             | 7.21             | 6.60             | 5.76             | 5.26             | 5.07             | 5.18             | 5.83             | 6.73             | 7.47             | 8.22             |                  |
| Середньомісячна сонячна радіація, кДж/м²·день | 4013             | 6730             | 10656            | 14069            | 17212            | 19108            | 18950            | 16155            | 12175            | 7358             | 4220             | 3143             |                  |
| --------------------------------------------- | ---------------- | ---------------- | ---------------- | ---------------- | ---------------- | ---------------- | ---------------- | ---------------- | ---------------- | ---------------- | ---------------- | ---------------- | ---------------- |
| Джерело:                                      |                  |                  |                  |                  |                  |                  |                  |                  |                  |                  |                  |                  |                  |